# Битва при Косі
Битва при Косі – морська битва в Егейському морі між флотами македонського царя Антигона Гоната та єгипетського володаря Птолемея II, котра відбулась між 265 та 255 рр. до н.е.

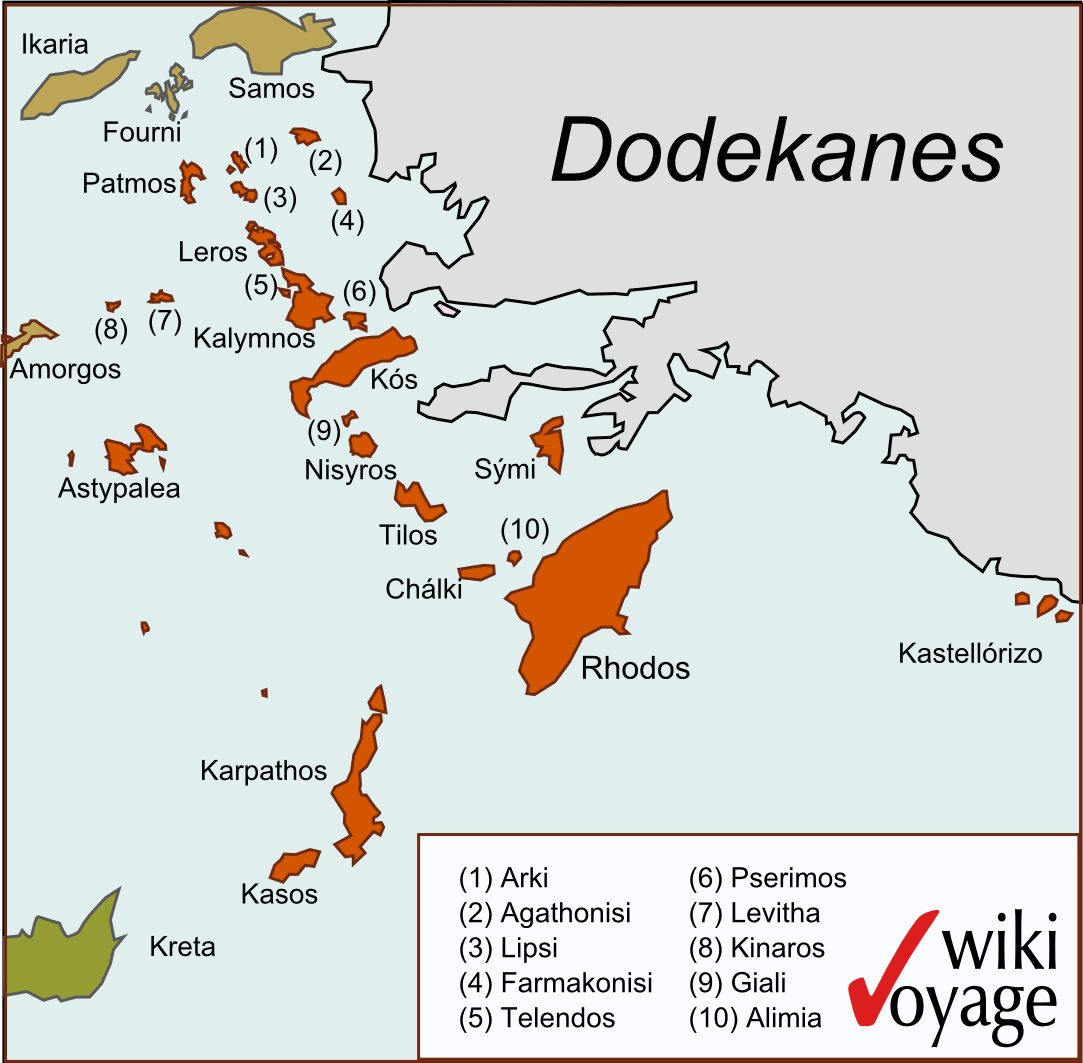
Острів Кос на мапі південно-східної Егеїди

До наших часів дійшли дуже обмежені відомості про битву. Так, Афіней у «Бенкетуючих софістах» повідомляє, що в знак подяки за перемогу біля Левколли на Косі Антигон посвятив свою трирему богу Аполлону (можливо, це було приношення до святилища на острові Делос). Тоді як Плутарх в одній з «Моралій» більш конкретно називає царя  Антигоном Другим та пише, що один з його супутників перед битвою при Косі зауважив щодо чисельної переваги ворожого флота, але лише почув у відповідь «а мене одного за скільки кораблів ти маєш?» (втім, таку саме історію він подає і в своєму життєписі Пелопіда, проте приписуючи її подіям битви при Андросі). 
Нарешті, Діоген Лаертський в життєписі філософа Аркесілая (помер у 241 р. до н.е.) оповідає, як після «морської перемоги» багато афінян почали приходити до Антигона та поздоровляти його. Втім, це свідчення не містить вказівки на місце подій, а тому може стосуватись як битви при Косі , так і при Андросі.
Підшукуючи для коського зіткнення відповідний історичний контекст, дослідники звертають увагу на два послідовні конфлікти – Хремонідову війну (267-262 рр до н.е.) та Другу Сирійську війну (260-253 рр. до н.е.). Обидві вони завершились для Птолемеїв невдало, причому в обох випадках у Егеїді відбувались активні бойові дії. 
Під час Хремонідової війни головна боротьба розгорнулась навколо Афін, котрі витримували облогу македонського царя та у підсумку капітулювали – ймовірно, в кінці 262 р. до н.е. Якщо приймати оповідь Діогена Лаертського як таку, що стосується андроських подій, стає можливим віднести битву при Косі до середини 260-х років (наприклад, 265 р. до н.е.). При цьому нам відомий напис 261/260 р. до н.е з Мілета (узбережжя Малої Азії дещо північніше від Коса), котрий повідомляє про нещодавні складні часи (включаючи напади на морі) та містить подяку Птолемея ІІ містянам за виявлену вірність і підтримку. Складність для Птолемеїв ситуації в Егеїді у середині 260-х характеризує також той факт, що в період з 266/265 по 263/262 роки на посаду стефанофора – головного чиновника міста, мешканці Мілета обирали самого бога Аполлона, вважаючи, що інші не зможуть впоратись із завданням.
В той же час, якщо оповідь Діогена Лаертського відноситься до битви при Косі, то вона не могла статись раніше від капітуляції Афін, оскільки навряд чи містяни могли ходити поздоровляти Антигона під час триваючої облоги. При цьому 261-й делоський рік позначений у написі з цього острова як мирний, тому зіткнення мало статись до його початку.
Нарешті, частина істориків схиляється віднести битву при Косі до Другої Сирійської війни, під час якої держава Птолемеїв втратила більшість своїх володінь у Малій Азії. В такій інтерпретації це зіткнення повинне була статись не пізніше 255 р. до н.е.
Варто також зауважити, що окремі дослідники намагаються ототожнити битви при Косі та Андросі, базуючись на розказаних Плутархом однакових історіях з висловами Антигона. 

## Див також
- Хремонідова війна
- Друга Сирійська війна
- Битва при Андросі
- Боротьба Птолемея I за узбережжя Малої Азії
- Боротьба Птолемеїв за південно-західну Егеїду